# 背捲對齒蘚
背捲對齒蘚（学名：Didymodon vinealis）为叢蘚科對齒蘚屬下的一个种。